# Serrognathus kyanrauensis
Serrognathus kyanrauensis là một loài bọ cánh cứng trong họ Lucanidae. Loài này được Miwa mô tả khoa học năm 1934.